# Catasetum spitzii
Catasetum spitzii là một loài thực vật có hoa trong họ Lan. Loài này được Hoehne mô tả khoa học đầu tiên năm 1941.